# گلن‌جیک (امیرداغ)
گلن‌جیک (به ترکی استانبولی: Gelincik) یک منطقهٔ مسکونی در ترکیه است که در امیرداغ واقع شده‌است.